# 躁狂塔斯
《躁狂塔斯》（英語：Taz-Mania）是由華納兄弟製作的動畫影集，於九十年代播出，是樂一通的分支之一。

## 故事概要
故事發生在一個住滿動物的Tazmania（不是Tasmania—塔斯馬尼亞州），以樂一通系列中的塔斯做主角。故事記述了他一家人的生活、他做酒店接待員的趣事和與朋友們的歷險。這故事亦顯示塔斯和其族人根本是可以說正音語言，只是他想不想說的問題。

## 角色

### 塔斯一家
- Hugh Tazmanian Devil

塔斯的父親，行為似Bing Crosby，職業不詳。他喜歡喝橙汁和說「blah, blah, blah, yakkity-shmakkity」這口頭禪。
- Jean Tazmanian Devil

塔斯的母親，是一位家庭主婦。
- Molly Tazmanian Devil

塔斯的姐姐，認為塔斯非常討厭和單純，經常恐嚇帶他洗澡。她是一位富有藝術和音樂天份的女子。
- Jake Tazmanian Devil

塔斯的弟弟，比哥哥更神經質和活躍。
- Dog

塔斯的寵物，是一隻行為像狗的小龜。

### 塔斯的朋友
- Timothy和Daniel

鴨嘴獸兄弟，是兩個「半成功」的發明家。他們性格像樂一通的達菲鴨那般，而且常要塔斯做危險機器的試驗品。
- Buddy Boar

塔斯的最佳朋友，看似是一位好萊塢明星。他經常不停地用手提電話傾談。
- Wendell T. Wolf

一隻僅存於世上的袋狼，說話像伍迪·艾倫。他希望塔斯信任他為守護神。後來，他發現其他袋狼就住在Tazmania的地底下。

### 塔斯的敵人
- Francis X. Bushlad
- Bull Gator和Axle
- Didgeri Dingo

### 酒店員工
- Bushwacker Bob

塔斯的上司，認為塔斯是偷懶的失敗者。經常被母親侮辱。
- Constance

體格魁偉的女服務員，與塔斯一起工作。
- Mr. Thickley

一位Wallaby族的導遊，與塔斯一起工作。